# 吉村清三
吉村 清三（よしむら せいぞう、1908年3月21日 - 2009年12月4日）は、日本の実業家。関西電力元社長、会長。奈良県御所市出身。

## 経歴・人物
1934年に東京帝国大学経済学部を卒業し、大阪市電気局(のちの関西電力)に入社した。
芦原義重の後を継ぐ形で1970年からは社長を務め、1975年からは副会長を務めた。液化天然ガスの導入と原発建設の推進などにより、燃料の多様化に取り組んだ。
その一方で、1968年4月から1970年4月までに関西経済同友会代表幹事を務め、関西生産性本部会長も務めた。
1965年に藍綬褒章を受章し、1981年11月に勲一等瑞宝章を受章。
2009年12月4日肺炎により死去。101歳没